# 이홍주
이홍주(李弘胄, 1562년 ~ 1638년)은 조선의 문신이다. 자는 백윤(伯胤), 호는 이천(梨川), 시호는 충정(忠貞), 본관은 전주이다. 정종 (조선)의 6대손이다.

## 생애
1582년, 진사시에 합격하여 의금부낭관이 되고 1594년, 별시 문과에 병과로 급제하여 주서, 교산찰방을 거쳐 예조, 호조, 병조, 이조의 정랑, 좌랑 등을 역임하고 1609년, 부수찬, 교리, 의주부윤, 안동부사를 거쳐 1618년, 전라도순찰사로 나갔다가 돌아와 형조참판을 역임하고 1619년, 사은사로 명나라에 다녀왔으며 진주사로 또다시 선발되었으나 병으로 사직하고 1620년에는 병조참판까지 되고 1621년, 함경도관찰사로 나갔다가 예조참판에 이어 1624년, 도승지가 되고 이괄의 난이 일어나자 장만의 뒤를 이어 도원수로 크게 공을 세우고 대사헌을 거쳐 1625년, 우참찬, 좌참찬이 되고 이어 호태감접반사, 대사헌, 전주부윤, 도승지, 병조판서를 연이어 지냈다. 1632년, 숭정대부에 오르고 예조판서와 병조판서를 거쳐 1636년, 이조판서가 되고 그해 우의정이 되고 병자호란이 일어나자 화의는 교섭하였으나 항복은 끝까지 반대하였으며 1637년, 영중추부사가 되고 1638년, 영의정까지 되었다.

## 가족관계
- 6대조 : 정종(定宗, 1357 ~ 1419)
- 5대조 : 선성군 이무생(宣城君 李茂生, 1392 ~ 1460)
- 5대조모 : 평산군부인 평산 한씨(平山郡夫人 平山 韓氏)
- 고조부 : 명선도정(明善都正) 이금정(李金丁)
- 고조모 : 밀양 박씨 - 박경식(朴景武)의 딸
- 증조부 : 하양군(河陽君) 이옥형(李玉荊)
- 증조모 : 파평 윤씨 - 윤구몽(尹龜蒙)의 딸
- 할아버지 : 파천군(坡川君) 이주(李珠, 1506 ~ ?)
- 할머니 : 함종 노씨(咸從 魯氏) - 노맹담(魯孟湛)의 딸
  - 부친 : 간성군수(杆城郡守) 이극인(李克仁, 1525 ~ ?)
  - 모친 : 기계 유씨 - 유환(兪煥)의 딸
    - 누나 : 이아진(李阿眞, 1556 ~ ?)
    - 누나 : 이덕진(李德眞, 1559 ~ ?)
    - 정부인 : 능성 구씨 - 구효연(具孝淵)의 딸
      - 장남 : 감찰(監察) 이헌방(李憲邦, 1581 ~ ?)
      - 며느리 : 평창 이씨 - 이정직(李廷直)의 딸
        - 손자 : 이지백(李知白, 1605 ~ ?)

      - 장녀 : 전주 이씨
      - 사위 : 여흥 민씨 민성임(閔聖任, 1590 ~ ?)[1] - 찰방(察訪)

    - 측실 : 신복순(申福順, 1589 ~ ?) - 신례(申欚)의 서녀
      - 서장남 : 이안방(李安邦, 1609 ~ ?)
      - 며느리 : 벽진 이씨 - 이상길(李尙吉)의 딸 
        - 서손녀 : 이행원(李行遠)의 처
        - 서손녀 : 장선윤(張善潤)의 처

      - 차녀(서녀) : 이애임(李愛任, 1611 ~ 1673)
      - 사위 : 우계 이씨 이원빈(李元賓, 1608 ~ 1679)
        - 서외손녀 : 이후영(李厚英, 1629 ~ ?)
        - 서외손자 : 이경태(李慶泰, 1632 ~ 1691)
        - 서외손녀 : 이정영(李貞英, 1635 ~ 1686)
        - 서외손녀 : 이단영(李端英, 1645 ~ 1665)
        - 서외손녀 : 이혜영(李惠英, 1651 ~ ?)

## 기타
그의 첩 고령신씨는 신례(申欚)의 서녀이다. 신례는 신숙주의 후손으로 정랑으로 승지에 추증된 신수경(申秀涇)의 아들이며 신수경은 신함(申涵)의 아들 혜숙옹주와 신항(申沆)의 양자가 되었다.